# FC ViOn Zlaté Moravce
FC ViOn är en slovakisk fotbollsklubb från Zlaté Moravce, som grundades år 1995. De spelar i den slovakiska superligan, som är den högsta divisionen inom slovakisk fotboll.

## Placering tidigare säsonger
| Säsong  | Nivå | Liga         | Placering | Referens |
| ------- | ---- | ------------ | --------- | -------- |
| 2014/15 | 1    | Fortuna liga | 10        | [ 1 ]    |
| 2015/16 | 1    | Fortuna liga | 9         | [ 2 ]    |
| 2016/17 | 1    | Fortuna liga | 10        | [ 3 ]    |
| 2017/18 | 1    | Fortuna liga | 10        | [ 4 ]    |
| 2018/19 | 1    | Fortuna liga | 10        | [ 5 ]    |
| 2019/20 | 1    | Fortuna liga | 8         | [ 6 ]    |
| 2020/21 | 1    | Fortuna liga | 5         | [ 7 ]    |
| 2021/22 | 1    | Fortuna liga | 11        | [ 8 ]    |
| 2022/23 | 1    | Fortuna liga | 11        | [ 9 ]    |
| 2022/23 | 1    | Fortuna liga | 12        | [ 10 ]   |

## Trupp 2020
Uppdaterad: 4 september 2020.
| Nr | Land           | Pos | Namn                |
| -- | -------------- | --- | ------------------- |
| 1  | Slovakien      | MV  | Patrik Lukáč        |
| 4  | Slovakien      | F   | Martin Tóth         |
| 5  | Nordmakedonien | MF  | Tomche Grozdanovski |
| 7  | Slovakien      | F   | Peter Čögley        |
| 8  | Slovakien      | MF  | Anton Sloboda       |
| 9  | Slovakien      | A   | Vladimír Tkáč       |
| 12 | Slovakien      | F   | Martin Chren        |
| 13 | Slovakien      | MV  | Adrián Chovan       |
| 14 | Slovakien      | MF  | Denis Duga          |
| 18 | Slovakien      | MF  | Peter Orávik        |
| 19 | Slovakien      | MF  | Adam Mihálik        |
| 20 | Slovakien      | MF  | David Hrnčár        |

| Nr | Land      | Pos | Namn                 |
| -- | --------- | --- | -------------------- |
| 21 | Slovakien | F   | Dávid Haspra         |
| 22 | Serbien   | F   | Marko Vujič          |
| 23 | Slovakien | MF  | Martin Kovaľ         |
| 26 | Slovakien | MF  | Tomáš Ďubek (kapten) |
| 31 | Slovakien | F   | Jozef Menich         |
| 38 | Slovakien | MV  | Peter Jeck           |
| 39 | Slovakien | F   | Matej Moško          |
| 42 | Slovakien | F   | Michal Pintér        |
| 45 | Slovakien | A   | Filip Balaj          |
| 89 | Grekland  | MF  | Alexandros Kyziridis |
| 90 | Slovakien | F   | Matúš Čonka          |
| 99 | Slovakien | MF  | Marián Šmatlák       |